# Jean Ritchie
Jean Ruth Ritchie (8. prosince 1922 – 1. června 2015) byla americká písničkářka a folková zpěvačka. V jejím repertoáru byly jak lidové písně (především jejich lokální varianty z oblasti Apalačských hor), tak její vlastní texty. Zasloužila se o přežití horalského dulcimeru, kterým doprovázela své písně a o němž napsala několik knih. Její otec Balis Wilmar Ritchie byl také písničkář a hráč na dulcimer, Jean Ruth byla nejmladší z jeho čtrnácti dětí.